# José Antônio Flores da Cunha
José Antônio Flores da Cunha (Santana do Livramento, 5 de março de 1880 — Porto Alegre, 4 de novembro de 1959) foi um advogado, general e político brasileiro, tendo sido interventor federal e, posteriormente, presidente eleito do estado do Rio Grande do Sul, bem como senador pelo mesmo estado.

## Biografia e carreira política
Nasceu na estância São Miguel, uma das propriedades rurais de sua família, em Santana do Livramento. Era filho de Evarista Flores e Miguel Luís da Cunha (1852 – 1918), um dos estancieiros mais ricos da região, membro de famílias tradicionais da província de São Pedro do Rio Grande do Sul. José Antônio Flores da Cunha era bisneto do coronel da Guarda Nacional José Antônio Martins, também estancieiro na região. Também era irmão do senador Francisco Flores da Cunha, casado com Francisca Chaves, filha do presidente da província de Minas Gerais e de Santa Catarina, senador Antônio Gonçalves Chaves. Casou em 1905 com Irene Irulegui Guerra. Tendo estudado em São Paulo; depois, no Rio de Janeiro, onde se bacharelou em Direito, em 1902, pela então Faculdade de Direito do Rio de Janeiro (atual Faculdade de Direito da Universidade Federal do Rio de Janeiro). Após formado, atuou como delegado no Rio de Janeiro e como advogado em Santana do Livramento e Uruguaiana, destacando-se pela eloquência.

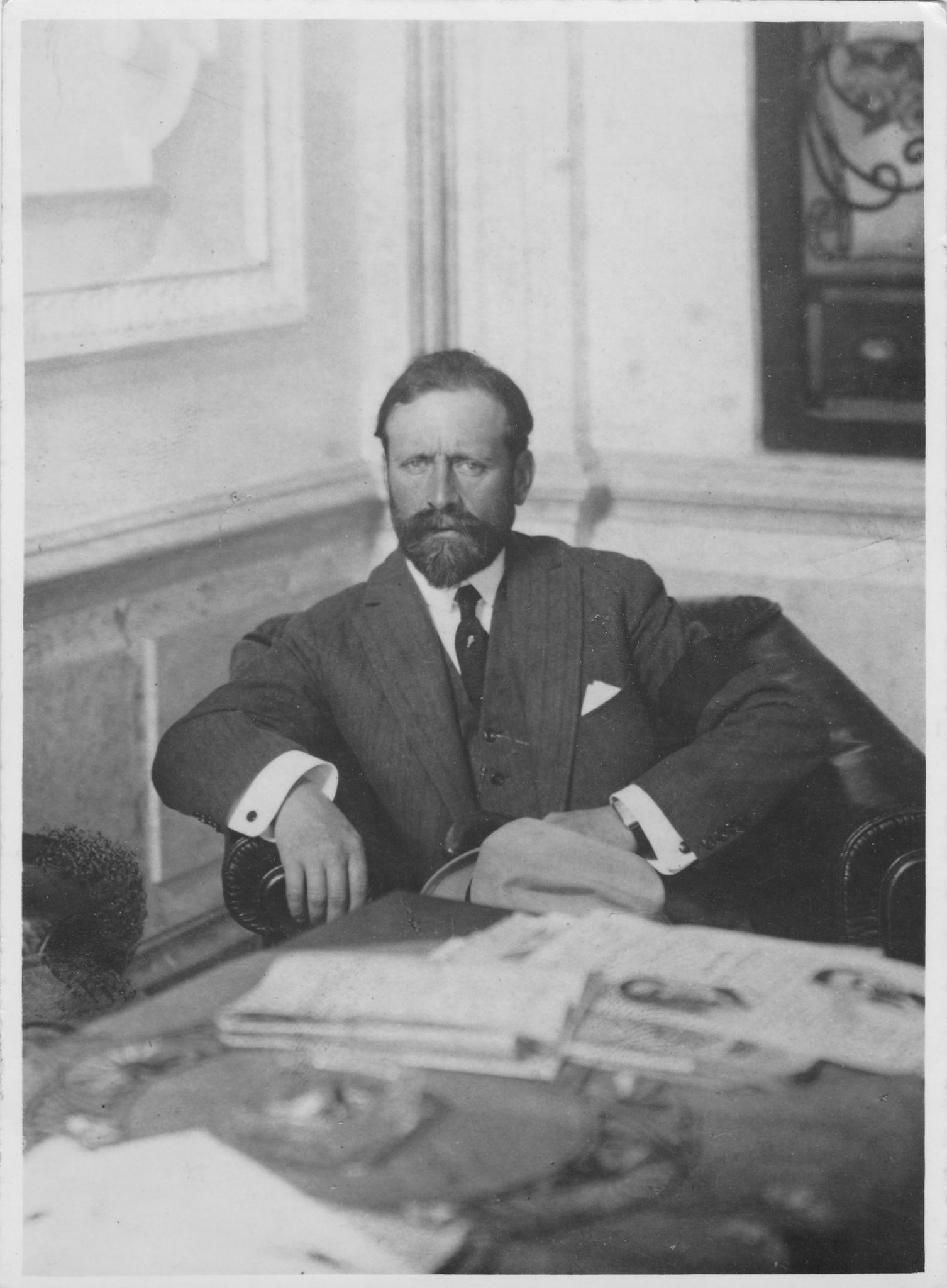
José Antonio Flores da Cunha no Grande Hotel de Porto Alegre, 1923

Nesse contexto, também se destacou como auxiliar de Galdino Siqueira, então Promotor Público, no caso do assassinato do Senador José Gomes Pinheiro Machado.
José Antônio Flores da Cunha e seu irmão, Francisco Flores da Cunha, são ascendentes da tradicional família Flores da Cunha.
Em 1909, filiado ao Partido Republicano Rio-Grandense (PRR), iniciou carreira política como deputado estadual. Iniciou seu primeiro mandato como deputado federal em 1912, eleito pelo Ceará. Em 1917 foi reeleito, desta vez pelo seu estado natal, renunciando ao mandato em 1920 para concorrer à prefeitura de Uruguaiana, sendo eleito com expressiva votação. Em 1923 destacou-se como chefe militar legalista na luta que conflagrou o Rio Grande do Sul, opondo os partidários do governador Borges de Medeiros aos oposicionistas liderados por Joaquim Francisco de Assis Brasil. Renovou seu mandato de deputado federal em 1924. Em 8 de outubro de 1925 prendeu Honório Lemes e garantiu sua integridade quando populares quiseram linchá-lo. Reeleito deputado federal em 1927, renunciou em 1928 para ser eleito senador.
Atuou ativamente na revolução de 1930, que levou Getúlio Vargas à presidência do Brasil em novembro daquele ano. Em 28 de novembro de 1930 foi nomeado interventor no Rio Grande do Sul. Ajudou a fundar o Partido Republicano Liberal (PRL) em novembro de 1932. Na Revolução Constitucionalista de 1932 permaneceu leal a Getúlio Vargas. Em abril de 1935, foi eleito governador do Rio Grande do Sul, exercendo o mandato até outubro de 1937. No mesmo ano da eleição, já como governador constitucional, começou a se afastar do presidente Vargas. Buscando ampliar sua influência política nacionalmente, envolveu-se em disputas sucessórias em outros estados, como Santa Catarina e Rio de Janeiro. Defensor do federalismo, atritou-se com os setores militares que, como o general Pedro Aurélio de Góis Monteiro, defendiam a centralização do poder no governo federal. Em 1937, rompido com Getúlio Vargas, foi forçado a deixar o governo gaúcho. Exilou-se, então, no Uruguai e só voltou ao Brasil cinco anos depois, durante a Segunda Guerra Mundial, quando cumpriu pena de nove meses na Ilha Grande, no Rio de Janeiro. Foi libertado por Vargas em 1943.
Em 1945 participou da fundação da UDN, legenda pela qual se elegeu deputado constituinte. Nas eleições para sucessão de Vargas, faz campanha para o Brigadeiro Eduardo Gomes. Reelegeu-se deputado federal em outubro de 1950 e em outubro de 1954, sempre na legenda udenista. Assumiu a presidência da Câmara dos Deputados no dia 8 de novembro de 1955, substituindo o deputado Carlos Luz, que fora empossado na chefia do Executivo Federal em virtude do afastamento de Café Filho por motivos de saúde. Coordenou as sessões que garantiram a posse de Juscelino Kubitschek. No mesmo ano, rompeu com a UDN e renunciou à presidência da Câmara.
Em 1958, aos 78 anos de idade, foi eleito pelo PTB, mas morreu antes do fim do mandato. Foi sepultado em Santana do Livramento.